# Samu Mihály
Samu Mihály (Dunavecse, 1929. szeptember 30. – Budapest, 2015. december 27.) magyar jogtudós, az Eötvös Loránd Tudományegyetem (ELTE) állam- és jogelméleti tanszékének volt tanszékvezető tanára, professor emeritus.

## Szakterülete[4]
Állam- és jogelmélet (MTA Gazdaság- és Jogtudományok Osztálya)

## Kutatási témái[4]
- Alkotmányozás – alkotmányosság
- Hatalomelmélet
- Jogpolitika

## Életpályája
Samu Mihály szülei földművesek voltak. Kunszentmiklóson érettségizett, Az ELTE Állam- és Jogtudományi Karán végezte tanulmányait, majd haláláig az Kar állam- és jogelméleti tanszékén oktatott. 1964-től 1968-ig docens, 1964-től 2000-ig tanszékvezető, egyetemi tanár volt. Több éven át a Tudományos Ismeretterjesztő Társulat budapesti szervezete jogi szakosztályának elnöki tisztét látta el. A Magyar Jogászegylet állam- és jogelméleti szakosztályának elnöke is volt. 1998-ban független jelöltként indult az országgyűlési választásokon Bács-Kiskun megye 4. választókerületében.
Részt vett több törvény előkészítésében. Számos tankönyve és tanulmánya jelent meg.

## Művei, írásai
- A szocialista jogrendszer tagozódásának alapja; Közgazdasági és Jogi, Budapest, 1964
- Samu Mihály (szerk.): Antalffy – Samu – Szabó – Szotáczky: Állam- és jogelmélet. Tankönyvkiadó, Budapest, 1970
- Bevezetés az állam- és jogtudományba; Tankönyvkiadó, Budapest, 1972
- A hatalom és az állam; Közgazdasági és Jogi, Budapest, 1977
- Állam- és jogelmélet 1.; Tankönyvkiadó, Budapest, 1981
- Samu Mihály–Szotáczky Mihály: Állam- és jogelmélet 2.; Tankönyvkiadó, Budapest, 1981
- Hatalom és állam; 2., átdolg. kiad; Közgazdasági és Jogi, Budapest, 1982
- Samu Mihály–Szilágyi Péter: Bevezetés az állam- és jogtudományokba; Tankönyvkiadó, Budapest, 1984
- Jogpolitika, jogelmélet; Közgazdasági és Jogi, Budapest, 1989
- Az emberi jogok és a demokrácia összefüggése: a szocialista gondolat fejlődése és differenciálódása. in: Magyar Jog, 1990. 4. sz. 314 – 320. old.
- Samu Mihály (szerk.): Állam- és jogelmélet. Tankönyvkiadó, Budapest 1990
- Államelmélet; Püski, Budapest, 1992
- A magyar kisebbségi törvény; Püski, Budapest, 1995
- Jogpolitika; Rejtjel, Budapest, 1997
- Alkotmányozás, alkotmány, alkotmányosság; Korona, Budapest, 1997
- Samu Mihály–Szilágyi Péter: Jogbölcselet; Rejtjel, Budapest, 1998
- Hatalomelmélet, különös tekintettel az államra; Korona, Budapest, 2000 (Bibliotheca iuridica. Publicationes cathedrarum)
- Jogpolitika; 2. átdolg., bőv. kiad; Rejtjel, Budapest, 2000
- A népek önrendelkezési jogáról és a kisebbségek önkormányzatáról; Szenci Molnár Társaság, Budapest, 2002 (A Herman Ottó Társaság nemzetpolitikai sorozata)
- Általános jogpolitika. A jog depolitizálása; Akadémiai, Budapest, 2003
- Samu Mihály–Tóth János: Jogi alapismeretek; Arisztotelész, Sopron–Budapest, 2005
- Samu Mihály: Jogpolitika – a jog humanizálása; 2. bőv., átdolg. kiad. (2008)[6]
- Közéleti, alkotmányozási és jogpolitikai tanulmányok; Püski, Budapest, 2009 (Bibliotheca iuridica. Publicationes cathedrarum)
- Jogpolitika. A jog depolitizálása és humanizálása; 3. átdolg., bőv. kiad; Rejtjel, Budapest, 2012
- Samu Mihály: Általános jogpolitika.[7]
- Teljes lista:

## Tudományos fokozatai
- Az állam- és jogtudományok kandidátusa (1962)
- Az állam- és jogtudományok doktora (1975)

## Díjai, elismerései
- Szent-Györgyi Albert-díj (2005)
- Deák Ferenc-díj
- Pázmány Péter felsőoktatási díj
- A Százak Tanácsa tagja
- Dunavecse díszpolgára

## Családja
Felesége bíró volt. 2 gyermeke, és 5 unokája van (1998. évi adatok).

## Emlékezete
Temetése 2016. január 8-án 15 órakor volt Dunavecsén, a református temetőben.